# La Mousmé
La Mousmé, también denominada Sentada en una silla de caña, o Media figura (con una rama de adelfa), fue pintada por Vincent van Gogh en 1888 mientras vivía en Arlés, la cual van Gogh bautizó "el Japón del sur". Al retirarse de París, esperaba que su tiempo en Arlés evocara en su trabajo la expresión sencilla pero dramática del arte japonés.

## Altura de la carrera de Van Gogh
Por entonces van Gogh tenía 35 años. Viviendo en Arlés, produjo algunos de los mejores trabajos de su carrera. Sus pinturas presentan diferentes aspectos de la vida cotidiana, como Cosecha en La Crau y esta pintura, La Mousmé. Las pinturas de girasoles, las obras más conocidas del artista, fueron creadas por entonces. Trabajó continuamente para mantenerse al día con sus ideas para las pinturas. Este fue probablemente uno de los periodos más felices de su vida. Estaba seguro, lúcido  y aparentemente contento.
En una carta a su hermano, Theo, escribió, «Pintar como es ahora, promete volverse más sutil —más como música y menos como escultura— y sobre todo, promete color.» van Gogh explica que ser como la música significa ser reconfortante.
Un tiempo prolífico, en menos de 444 días van Gogh hizo aproximadamente 100 dibujos y más de 200 pinturas y aún tuvo tiempo y energía para escribir más de 200 cartas. Mientras pintaba deprisa, consciente del ritmo que los campesinos necesitaban para trabajar bajo el sol abrasador, pasaba largos ratos pensando sobre sus pinturas antes de poner el pincel sobre la tela.

## La pintura
Inspirándose en la novela de Pierre Loti Madame Chrysanthème y en las obras de arte japonesas, van Gogh pintó La Mousmé, una chica japonesa bien vestida. Escribió en una carta a su hermano: «me llevó una semana entera... Pero tuve que reservar mi energía mental para hacer la mousmé bien. Una mousmé es una chica japonesa —provenzal en este caso—  de doce a catorce años.»
El uso de Van Gogh del color pretende ser simbólico. Tonos complementarios azules y naranjas destacan contra un fondo primaveral verdoso, como aprendió en París. El atuendo de La Mousmé es una mezcla de moderno y tradicional. La ropa es ciertamente moderna. Los colores brillantes de la falda y chaqueta son de la región del sur de Arlés. Su atención se centra en la cara de la chica, dándole la coloración de una muchacha de Arlés, pero con una influencia japonesa. La postura de la joven imita la de la rama de adelfa, que sostiene en la mano apoyada en su regazo. La adelfa, un arbusto asociado por Vincent con el amor, con la región del Mediodía francés, florece como esta chica que está en la etapa inicial de su juventud.
Van Gogh dijo sobre los retratos, como La Mousmé, «lo único en la pintura que me entusiasma hasta el fondo del alma, y me hace sentir el infinito más que cualquier otra cosa.»
La pintura es parte de la colección de la Galería Nacional de Arte en Washington D. C.

## Procedencia
- Johanna van Gogh-Bonger, la cuñada del artista, de Ámsterdam tuvo la pintura hasta mayo de 1909. Cinco pinturas que vendió Johanna pasaron a formar parte de la Galería Nacional de Arte.
- En mayo de 1909 la pintura fue vendida a J.H. de Bois, un comerciante de arte y director de la sucursal en La Haya de la galería C.M. Van Gogh.  C.M. van Gogh era tío de Vincent.
- Después de mayo de 1909 la pintura fue vendida a Carl Sternheim (1878–1942), dramaturgo alemán y coleccionista de arte de Múnich.  En 1912 él y su mujer se mudaron a La Hulpe, Bélgica. En 1933 el trabajo de Sternheim fue prohibido por los nazis.
- En 1917 el coleccionista de arte y comerciante Alphonse Kahn (1870–1948) de París, tenía la pintura.
- J.B. Stang de Oslo tuvo la pintura hasta 1928.
- El 3 de enero de 1928 La Mousmé fue vendida a través del doctor Alfred Gold, un comerciante de arte de Berlín especializado en pinturas francesas, a los copropietarios Alex Reid y la galería Lefèvre de Glasgow y Londres y M. Knoedler & Co. de Nueva York, comerciante de arte y uno de los hombres más ricos de Estados Unidos.
- La pintura fue vendida el 21 de  mayo de 1929 a través de la Galerie Étienne Bignou, de París a Chester Dale (1883–1962) de Nueva York.
- En 1963 la pintura fue legada a la Galería Nacional de Arte y colocada en la colección Chester Dale. Chester Dale, tan apasionado y exitoso en su colección de arte como en Wall Street, legó en 1962 una de las colecciones más importantes de Estados Unidos de pintura francesa de finales del siglo XIX y principios del siglo XX a la Galería Nacional de Arte.[5]

## Dibujos de La Mousmé
- Un boceto del retrato, La Mousmé sentada, está en el Louvre, París, Francia.[6]
- La Mousmé, media figura en la colección de Thomas Gibson Fine Art, Londres, Reino Unido.[7]
- La Mousmé, sentada en el Museo Pushkin, Moscú, Rusia.[8]